# The Black Mamba
Albums de Rapsody
For Everything
(2011) The Idea of Beautiful
(2012)
The Black Mamba est le premier EP de Rapsody, sorti le 24 février 2012.

## Liste des titres
| No | Titre                                                 | Contient un (des) sample(s) de        | Durée |
| -- | ----------------------------------------------------- | ------------------------------------- | ----- |
| 1. | Shining Moment (Produit par Eric G.)                  | Interlude (533 Nasty) de Jodeci       | 3:01  |
| 2. | Right Now (Produit par 9th Wonder)                    |                                       | 4:05  |
| 3. | Leave Me 'Lone (Produit par 9th Wonder)               |                                       | 3:07  |
| 4. | Legends of the Fall (Produit par Eric G.)             |                                       | 2:48  |
| 5. | Ballin' Hot (featuring Tab One – Produit par Khrysis) |                                       | 3:23  |
| 6. | Respect Due (Produit par 9th Wonder)                  | You Give Good Love de Whitney Houston | 2:41  |
| 7. | With You (Produit par 9th Wonder)                     | Marvin Interlude de Mary J. Blige     | 2:43  |